# Atretochoana eiselti
Atretochoana eiselti  es una especie de anfibio gimnofión de la familia Typhlonectidae. Es monotípica del género Atretochoana. Es endémica del Brasil.
Se trata de una especie notable por ser la única cecilia conocida sin pulmones.

## Descripción
A. eiselti es el tetrápodo más grande que carece de pulmones, el doble del tamaño del siguiente más grande. Los cecilianos como Atretochoana son anfibios sin miembros con cuerpos de serpiente, marcados con anillos como los de las lombrices de tierra. Tiene diferencias morfológicas significativas con otras cecilias, incluso con los géneros más estrechamente relacionados con ella, aunque esos géneros son acuáticos. El cráneo es muy diferente al de otras cecilias, lo que le da al animal una cabeza ancha y plana. Sus fosas nasales están selladas, y tiene una boca agrandada con una mejilla móvil. Su cuerpo tiene una aleta dorsal carnosa.
La mayoría de las cecilias tienen un pulmón derecho bien desarrollado y un pulmón izquierdo vestigial. Algunos, como los parientes de Atretochoana, tienen dos pulmones bien desarrollados. Atretochoana, sin embargo, carece por completo de pulmones y tiene otras características asociadas con la falta de pulmones, como coanas selladas y ausencia de arterias pulmonares. Su piel está llena de capilares que penetran en la epidermis permitiendo el intercambio de gases. Su cráneo muestra evidencia de músculos que no se encuentran en ningún otro organismo. El espécimen de Viena de Atretochoana es una ceciliana grande con una longitud de 72,5 cm (28,5 pulgadas), mientras que el espécimen de Brasilia es aún más grande con 80,5 cm (31,7 pulgadas). En comparación, las cecilias en general varían en longitud de 11 a 160 cm (4,3 a 63,0 pulgadas).
Aunque no es una serpiente, ha recibido varios nombres comunes en los medios como "serpiente pene", "man-aconda" y "serpiente flácida", debido a su similitud visual con el pene humano.

## Biología
La mayoría de las cecilias son excavadoras, pero algunas, incluidos los parientes de Atretochoana, son en gran parte acuáticas. Se cree que la Atretochoana es acuática ya que sus parientes y las salamandras sin pulmones, algunos de los pocos otros tetrápodos sin pulmones, también son acuáticos. Se postuló que habitaba agua corriente.
Debido a la falta de información, está clasificado como "Datos Insuficientes" por la Unión Internacional para la Conservación de la Naturaleza. Se cree que es poco común, con una distribución limitada. Es probable que sea un depredador o carroñero, y se cree que es vivíparo.
En junio de 2011, un anfibio fue fotografiado cerca de Praia de Marahú en la isla de Mosqueiro (cerca de Belém, Brasil) que parecía ser A. eiselti, pero no fue identificado positivamente. En 2011, se encontraron seis organismos individuales en el río Madeira. Tampoco tienen agua fría y de flujo rápido, como se pensó originalmente, ya que hay menos oxígeno en el agua más caliente.
Esto hace que su falta de pulmones sea aún más inusual, y la cuestión de cómo respira aún no se ha resuelto.